# Verona Beach State Park
Verona Beach State Park ist ein 1735 acre (702 ha) großer State Park im Gemeindegebiet von  Verona im Oneida County, New York.

## Geographie
Der Park liegt am Ostufer des Oneida Lake an der NY 13 nordwestlich der Stadt Oneida und südlich von Sylvan Beach. Der Oneida Creek mündet südlich des Parks in den Oneida Lake. Er bildet an dem Südzipfel des Parks auch de Grenze zu Lenox (New York) im Madison County (New York).
Mehrere Feuchtgebiete machen den Park zu einem wichtigen Naturschutzgebiet und zu einem abwechslungsreichen Naherholungsgebiet.

## Geschichte
Der Großteil des Areals war bis 1940 in Privatbesitz und war als Nabor's Grove bekannt. Der Eigentümer pflegte die großen Bäume und trug damit viel dazu bei, den heutigen Forst zu dem Zustand zu gestalten, in dem er sich heute befindet. In den frühen 1940er Jahren erwarb der New York State das Gelände und begründete 1944 den heutigen Park.
Bis 1962 waren 59 Landstücke (lot) mit insgesamt 1355 acre (5 km²) für einen Preis von $276.300 erworben worden. Die übrigen Flächen, die 1969–70 erworben wurden, kosteten noch einmal $288.888 ($166 per acre).
Der Park wird vom New York State Office of Parks, Recreation and Historic Preservation (Central Region) verwaltet.

## Einrichtungen

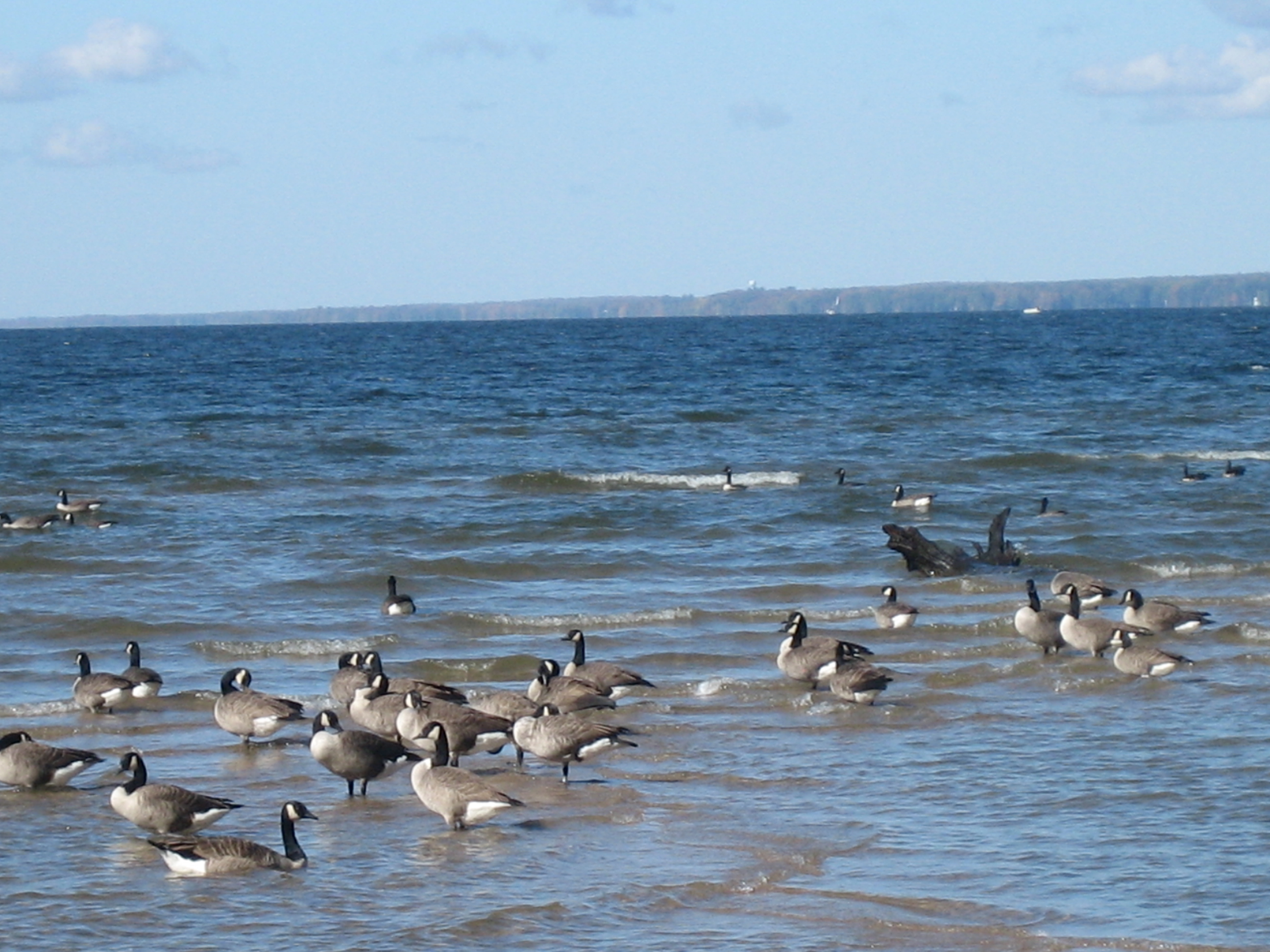
Kanadagänse am Oneida Lake, Verona Beach State Park.

Der Park bietet einen 1,2 km (3/4 mile) langen Badestrand, ein Badehaus und Kiosk, einen geschlossenen Picknick-Pavillon und drei weitere Picknick-Hütten. Daneben gibt es 46 Stellplätze auf dem Campingplatz. 6,4 km (4 mi) an Wanderwegen und weitere 13 km an Reit- und Mountainbike-Wegen, die im Winter zum Cross-Country-Skilaufen und Snowmobilfahren genutzt werden können, sind vorhanden. Auch Jagen und Angeln sind erlaubt.
2013 wurde ein Betrag von $4,3 Mio. bewilligt um die Einrichtungen des Parks zu renovieren und auszubauen.
Es gibt ca. 35 saisonal angestellte Parkmitarbeiter. Es gibt eine Eintrittsgebühr pro Fahrzeug, der Strand ist während der Saison von 11 Uhr bis 19 Uhr bewacht.